# Llista d'asteroides/196701-196800
| Nom      | Designació provisional | Data de descobriment   | Lloc de descobriment | Descobridor/s |
| -------- | ---------------------- | ---------------------- | -------------------- | ------------- |
| 196701 - | 2003 SC82              | 17 de setembre de 2003 | Kitt Peak            | Spacewatch    |
| 196702 - | 2003 SS82              | 18 de setembre de 2003 | Kitt Peak            | Spacewatch    |
| 196703 - | 2003 SR83              | 18 de setembre de 2003 | Kitt Peak            | Spacewatch    |
| 196704 - | 2003 SM85              | 16 de setembre de 2003 | Palomar              | NEAT          |
| 196705 - | 2003 SC86              | 16 de setembre de 2003 | Kitt Peak            | Spacewatch    |
| 196706 - | 2003 SS87              | 17 de setembre de 2003 | Palomar              | NEAT          |
| 196707 - | 2003 SB89              | 18 de setembre de 2003 | Socorro              | LINEAR        |
| 196708 - | 2003 SC92              | 18 de setembre de 2003 | Kitt Peak            | Spacewatch    |
| 196709 - | 2003 SH93              | 18 de setembre de 2003 | Kitt Peak            | Spacewatch    |
| 196710 - | 2003 SH94              | 18 de setembre de 2003 | Črni Vrh             | Črni Vrh      |
| 196711 - | 2003 SS97              | 19 de setembre de 2003 | Kitt Peak            | Spacewatch    |
| 196712 - | 2003 SO98              | 19 de setembre de 2003 | Kitt Peak            | Spacewatch    |
| 196713 - | 2003 SJ101             | 20 de setembre de 2003 | Palomar              | NEAT          |
| 196714 - | 2003 SM102             | 20 de setembre de 2003 | Socorro              | LINEAR        |
| 196715 - | 2003 SQ102             | 20 de setembre de 2003 | Socorro              | LINEAR        |
| 196716 - | 2003 SJ103             | 20 de setembre de 2003 | Socorro              | LINEAR        |
| 196717 - | 2003 SL104             | 20 de setembre de 2003 | Haleakala            | NEAT          |
| 196718 - | 2003 SW104             | 20 de setembre de 2003 | Socorro              | LINEAR        |
| 196719 - | 2003 SM107             | 20 de setembre de 2003 | Palomar              | NEAT          |
| 196720 - | 2003 SB108             | 20 de setembre de 2003 | Palomar              | NEAT          |
| 196721 - | 2003 SM109             | 20 de setembre de 2003 | Kitt Peak            | Spacewatch    |
| 196722 - | 2003 SV109             | 20 de setembre de 2003 | Kitt Peak            | Spacewatch    |
| 196723 - | 2003 SB111             | 20 de setembre de 2003 | Palomar              | NEAT          |
| 196724 - | 2003 SD114             | 16 de setembre de 2003 | Socorro              | LINEAR        |
| 196725 - | 2003 SY115             | 16 de setembre de 2003 | Palomar              | NEAT          |
| 196726 - | 2003 SB118             | 16 de setembre de 2003 | Palomar              | NEAT          |
| 196727 - | 2003 SB119             | 16 de setembre de 2003 | Palomar              | NEAT          |
| 196728 - | 2003 SH119             | 17 de setembre de 2003 | Anderson Mesa        | LONEOS        |
| 196729 - | 2003 SU119             | 17 de setembre de 2003 | Kitt Peak            | Spacewatch    |
| 196730 - | 2003 SG120             | 17 de setembre de 2003 | Kitt Peak            | Spacewatch    |
| 196731 - | 2003 SP121             | 17 de setembre de 2003 | Kitt Peak            | Spacewatch    |
| 196732 - | 2003 ST121             | 17 de setembre de 2003 | Haleakala            | NEAT          |
| 196733 - | 2003 SA122             | 17 de setembre de 2003 | Campo Imperatore     | CINEOS        |
| 196734 - | 2003 SM125             | 19 de setembre de 2003 | Palomar              | NEAT          |
| 196735 - | 2003 SG126             | 19 de setembre de 2003 | Palomar              | NEAT          |
| 196736 - | 2003 SH127             | 19 de setembre de 2003 | Piszkéstető          | Piszkéstető   |
| 196737 - | 2003 SX127             | 20 de setembre de 2003 | Socorro              | LINEAR        |
| 196738 - | 2003 SC133             | 20 de setembre de 2003 | Campo Imperatore     | CINEOS        |
| 196739 - | 2003 SZ133             | 18 de setembre de 2003 | Socorro              | LINEAR        |
| 196740 - | 2003 SF135             | 19 de setembre de 2003 | Socorro              | LINEAR        |
| 196741 - | 2003 SJ137             | 20 de setembre de 2003 | Palomar              | NEAT          |
| 196742 - | 2003 SO137             | 21 de setembre de 2003 | Campo Imperatore     | CINEOS        |
| 196743 - | 2003 SY137             | 21 de setembre de 2003 | Socorro              | LINEAR        |
| 196744 - | 2003 SU139             | 18 de setembre de 2003 | Kitt Peak            | Spacewatch    |
| 196745 - | 2003 SY139             | 18 de setembre de 2003 | Palomar              | NEAT          |
| 196746 - | 2003 SU142             | 20 de setembre de 2003 | Socorro              | LINEAR        |
| 196747 - | 2003 SY143             | 21 de setembre de 2003 | Socorro              | LINEAR        |
| 196748 - | 2003 SB144             | 21 de setembre de 2003 | Kitt Peak            | Spacewatch    |
| 196749 - | 2003 SF144             | 19 de setembre de 2003 | Palomar              | NEAT          |
| 196750 - | 2003 SR148             | 16 de setembre de 2003 | Kitt Peak            | Spacewatch    |
| 196751 - | 2003 SL149             | 16 de setembre de 2003 | Kitt Peak            | Spacewatch    |
| 196752 - | 2003 SO149             | 16 de setembre de 2003 | Kitt Peak            | Spacewatch    |
| 196753 - | 2003 SV149             | 17 de setembre de 2003 | Socorro              | LINEAR        |
| 196754 - | 2003 SM151             | 18 de setembre de 2003 | Socorro              | LINEAR        |
| 196755 - | 2003 SQ153             | 19 de setembre de 2003 | Anderson Mesa        | LONEOS        |
| 196756 - | 2003 SU154             | 19 de setembre de 2003 | Anderson Mesa        | LONEOS        |
| 196757 - | 2003 SZ154             | 19 de setembre de 2003 | Anderson Mesa        | LONEOS        |
| 196758 - | 2003 SP155             | 19 de setembre de 2003 | Anderson Mesa        | LONEOS        |
| 196759 - | 2003 SM156             | 19 de setembre de 2003 | Anderson Mesa        | LONEOS        |
| 196760 - | 2003 SO160             | 22 de setembre de 2003 | Kitt Peak            | Spacewatch    |
| 196761 - | 2003 SL162             | 19 de setembre de 2003 | Kitt Peak            | Spacewatch    |
| 196762 - | 2003 SP162             | 19 de setembre de 2003 | Socorro              | LINEAR        |
| 196763 - | 2003 ST162             | 19 de setembre de 2003 | Kitt Peak            | Spacewatch    |
| 196764 - | 2003 SU162             | 19 de setembre de 2003 | Kitt Peak            | Spacewatch    |
| 196765 - | 2003 SM163             | 19 de setembre de 2003 | Kitt Peak            | Spacewatch    |
| 196766 - | 2003 SN163             | 19 de setembre de 2003 | Kitt Peak            | Spacewatch    |
| 196767 - | 2003 SQ164             | 20 de setembre de 2003 | Anderson Mesa        | LONEOS        |
| 196768 - | 2003 ST164             | 20 de setembre de 2003 | Anderson Mesa        | LONEOS        |
| 196769 - | 2003 SX164             | 20 de setembre de 2003 | Anderson Mesa        | LONEOS        |
| 196770 - | 2003 SK167             | 22 de setembre de 2003 | Kitt Peak            | Spacewatch    |
| 196771 - | 2003 SU169             | 23 de setembre de 2003 | Haleakala            | NEAT          |
| 196772 - | 2003 SQ170             | 23 de setembre de 2003 | Saint-Sulpice        | B. Christophe |
| 196773 - | 2003 SJ171             | 18 de setembre de 2003 | Campo Imperatore     | CINEOS        |
| 196774 - | 2003 SW177             | 19 de setembre de 2003 | Kitt Peak            | Spacewatch    |
| 196775 - | 2003 SA178             | 19 de setembre de 2003 | Palomar              | NEAT          |
| 196776 - | 2003 SV180             | 20 de setembre de 2003 | Kitt Peak            | Spacewatch    |
| 196777 - | 2003 SE181             | 20 de setembre de 2003 | Socorro              | LINEAR        |
| 196778 - | 2003 SM181             | 20 de setembre de 2003 | Kitt Peak            | Spacewatch    |
| 196779 - | 2003 SN181             | 20 de setembre de 2003 | Socorro              | LINEAR        |
| 196780 - | 2003 SD182             | 20 de setembre de 2003 | Socorro              | LINEAR        |
| 196781 - | 2003 SA184             | 21 de setembre de 2003 | Kitt Peak            | Spacewatch    |
| 196782 - | 2003 ST184             | 21 de setembre de 2003 | Kitt Peak            | Spacewatch    |
| 196783 - | 2003 SY184             | 21 de setembre de 2003 | Kitt Peak            | Spacewatch    |
| 196784 - | 2003 SN185             | 22 de setembre de 2003 | Anderson Mesa        | LONEOS        |
| 196785 - | 2003 SR186             | 22 de setembre de 2003 | Anderson Mesa        | LONEOS        |
| 196786 - | 2003 SP187             | 21 de setembre de 2003 | Haleakala            | NEAT          |
| 196787 - | 2003 SY187             | 22 de setembre de 2003 | Anderson Mesa        | LONEOS        |
| 196788 - | 2003 SF188             | 22 de setembre de 2003 | Palomar              | NEAT          |
| 196789 - | 2003 SA189             | 22 de setembre de 2003 | Anderson Mesa        | LONEOS        |
| 196790 - | 2003 SY190             | 17 de setembre de 2003 | Kitt Peak            | Spacewatch    |
| 196791 - | 2003 SM191             | 19 de setembre de 2003 | Kitt Peak            | Spacewatch    |
| 196792 - | 2003 SA196             | 20 de setembre de 2003 | Palomar              | NEAT          |
| 196793 - | 2003 SL196             | 20 de setembre de 2003 | Palomar              | NEAT          |
| 196794 - | 2003 SK197             | 21 de setembre de 2003 | Anderson Mesa        | LONEOS        |
| 196795 - | 2003 SM197             | 21 de setembre de 2003 | Anderson Mesa        | LONEOS        |
| 196796 - | 2003 SU197             | 21 de setembre de 2003 | Anderson Mesa        | LONEOS        |
| 196797 - | 2003 SU198             | 21 de setembre de 2003 | Anderson Mesa        | LONEOS        |
| 196798 - | 2003 SG199             | 21 de setembre de 2003 | Anderson Mesa        | LONEOS        |
| 196799 - | 2003 SO199             | 21 de setembre de 2003 | Anderson Mesa        | LONEOS        |
| 196800 - | 2003 SX200             | 25 de setembre de 2003 | Gnosca               | S. Sposetti   |